# Pointe-la-Nim
Pour les articles homonymes, voir Nim.
Pointe-la-Nim est un village du comté de Restigouche, à l'ouest de la province canadienne du Nouveau-Brunswick. Le village a le statut de DSL sous le nom de Pointe La Nim en français et de Point La Nim en anglais. Dans le cadre de la réforme de la gouvernance locale du 1er janvier 2023, le DSL a été annexé à la nouvelle ville de Baie-des-Hérons.

## Toponyme
Pointe-la-Nim est nommé ainsi d'après la pointe du même nom. Son nom, dérivé de Ananimkik, signifie possiblement lieu d'observation en langue micmaque. Le nom subit plusieurs transformations au fil des années: Point au Nim (1816), Lalime Point (1845), Aninnipk (1856), La Lime or Blairs Point (1878) et Lanim Point (1958). Le nom s'écrit officiellement Pointe La Nim mais on retrouve fréquemment Pointe-la-Nim en français.

## Géographie
Pointe-la-Nim est situé à 20 kilomètres à l'est de Campbellton. Le village a une superficie de 11,34 km2.
Le village s'étend au pied du mont Dalhousie, haut de 180 mètres, sur la rive droite (sud) du fleuve Ristigouche. Il comprend le littoral entre la pointe La Nim, à l'ouest, et la ville de Dalhousie. Le DSl compte deux quartiers, soit Pointe-la-Nim à l'ouest et ensuite McNeish. Les principaux ruisseaux se déversant dans le fleuve sont, d'ouest en est, les ruisseaux Shaws, Dickie, Glover, Turcotte et McNeish.
Pointe-la-Nim est généralement considérée comme faisant partie de l'Acadie.

## Histoire
Pointe-la-Nim est situé dans le territoire historique des Micmacs, plus précisément dans le district de Gespegeoag, qui comprend le littoral de la baie des Chaleurs. Ce territoire était revendiqué d'abord par les Iroquois et ensuite seulement par les Mohawks.

## Démographie
(août 2016).
Pointe-la-Nim comptait 247 habitants en 2021, comparativement à 231 en 2016, soit une augmentation de 6,9 %. Il y a 131 logements privés, dont 120 occupés par des résidents habituels.

## Économie
Entreprise Restigouche a la responsabilité du développement économique.

## Administration

### Comité consultatif
En tant que district de services locaux, Pointe-la-Nim est administré directement par le Ministère des Gouvernements locaux du Nouveau-Brunswick, secondé par un comité consultatif élu composé de cinq membres dont un président.

### Commission de services régionaux
Pointe-la-Nim fait partie de la Région 2, une commission de services régionaux (CSR). Contrairement aux municipalités, les DSL sont représentés au conseil par un nombre de représentants proportionnel à leur population et leur assiette fiscale. Ces représentants sont élus par les présidents des DSL mais sont nommés par le gouvernement s'il n'y a pas assez de présidents en fonction. Les services obligatoirement offerts par les CSR sont l'aménagement régional, l'aménagement local dans le cas des DSL, la gestion des déchets solides, la planification des mesures d'urgence ainsi que la collaboration en matière de services de police, la planification et le partage des coûts des infrastructures régionales de sport, de loisirs et de culture; d'autres services pourraient s'ajouter à cette liste.

### Représentation
Nouveau-Brunswick: Pointe-la-Nim fait partie de la circonscription de Campbellton-Dalhousie, qui est représentée à l'Assemblée législative du Nouveau-Brunswick par Guy Arsenault, du parti libéral. Il fut élu en 2021.
 Canada: Pointe-la-Nim fait partie de la circonscription fédérale de Madawaska—Restigouche, qui est représentée à la Chambre des communes du Canada par René Arseneault, du Parti libéral. Il fut élu lors de la 44e élection générale, en 2020.

## Vivre à Pointe-la-Nim
Pointe-la-Nim fait partie du sous-district 2 du district scolaire Francophone Nord-Est. Les écoles les plus proches sont à Dalhousie.
Pointe-la-Nim est accessible par la route 11, qui passe juste au sud. Le bureau de poste et le détachement de la Gendarmerie royale du Canada le plus proche est à Dalhousie. Cette ville dispose du Centre de santé communautaire Saint-Joseph et d'un poste d'Ambulance Nouveau-Brunswick.
La collecte des déchets et matières recyclables est effectuée par la Commission de gestion des déchets solides de Restigouche. L'aménagement du territoire est de la responsabilité de la Commission d'urbanisme du district de Restigouche.
Les francophones bénéficient du quotidien L'Acadie nouvelle, publié à Caraquet, ainsi qu'à l'hebdomadaire L'Étoile, de Dieppe. Ils ont aussi accès à l'hebdomadaire L'Aviron, publié à Campbellton. Les anglophones bénéficient des quotidiens Telegraph-Journal, publié à Saint-Jean ainsi que de l'hebdomadaire Campbellton Tribune, de Campbellton.